# Вербовец (Тернопольская область)
Вербовец (укр. Вербовець) — село в Лановецкой городской общине Кременецкого района Тернопольской области Украины.
До 2020 года входило в Лановецкий район.
Код КОАТУУ — 6123882401. Население по переписи 2001 года составляло 988 человек.

## Географическое положение
Село Вербовец находится у истоков реки Жирак,
ниже по течению на расстоянии в 1 км расположено село Мартышковцы.

## История
- 1643 год — дата основания.

## Объекты социальной сферы
- Школа.
- Дом культуры.
- Фельдшерско-акушерский пункт.

## Достопримечательности
- Братская могила советских воинов.